# Dostihové závodiště Velká Chuchle

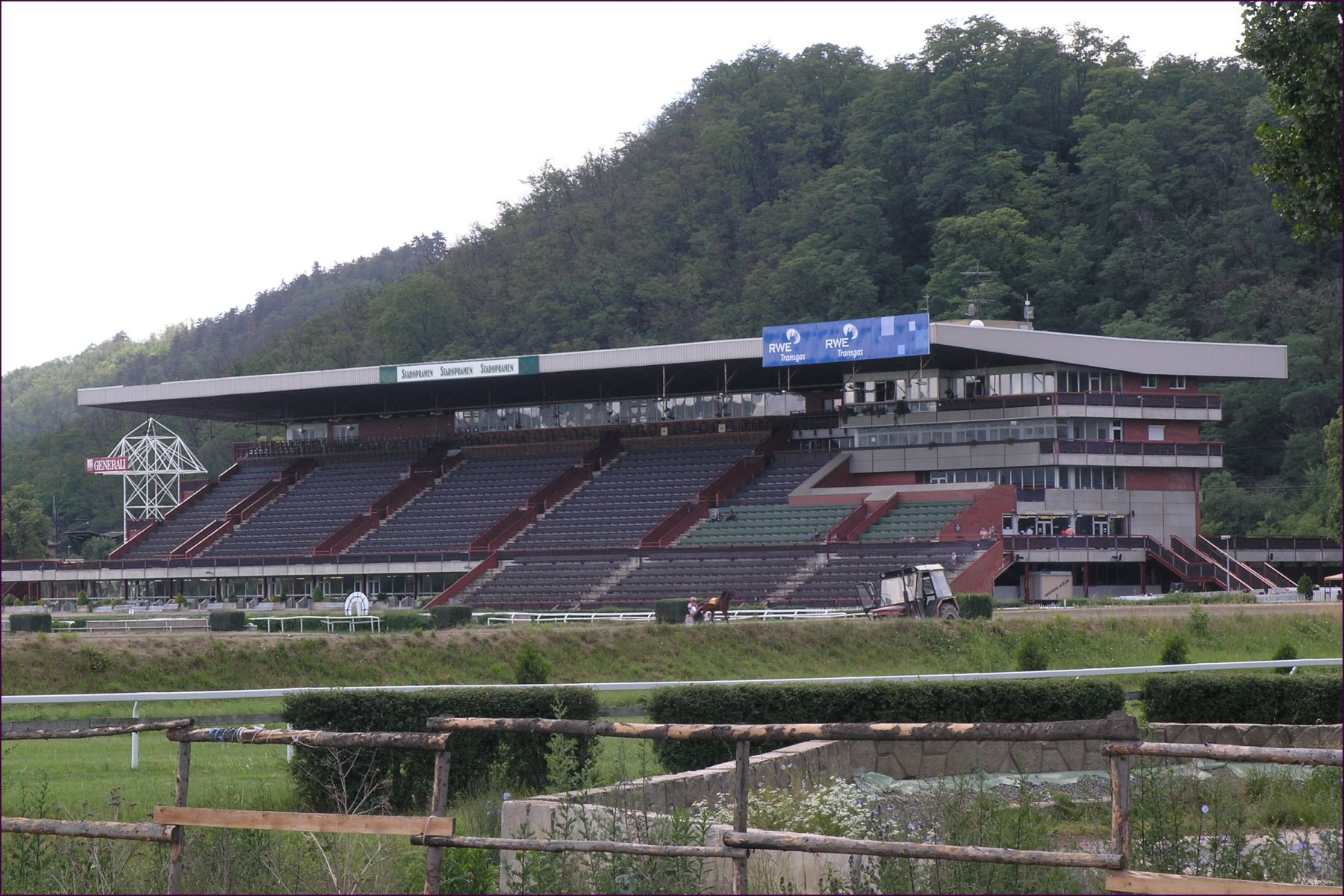
Tribuna dostihového závodiště Velká Chuchle

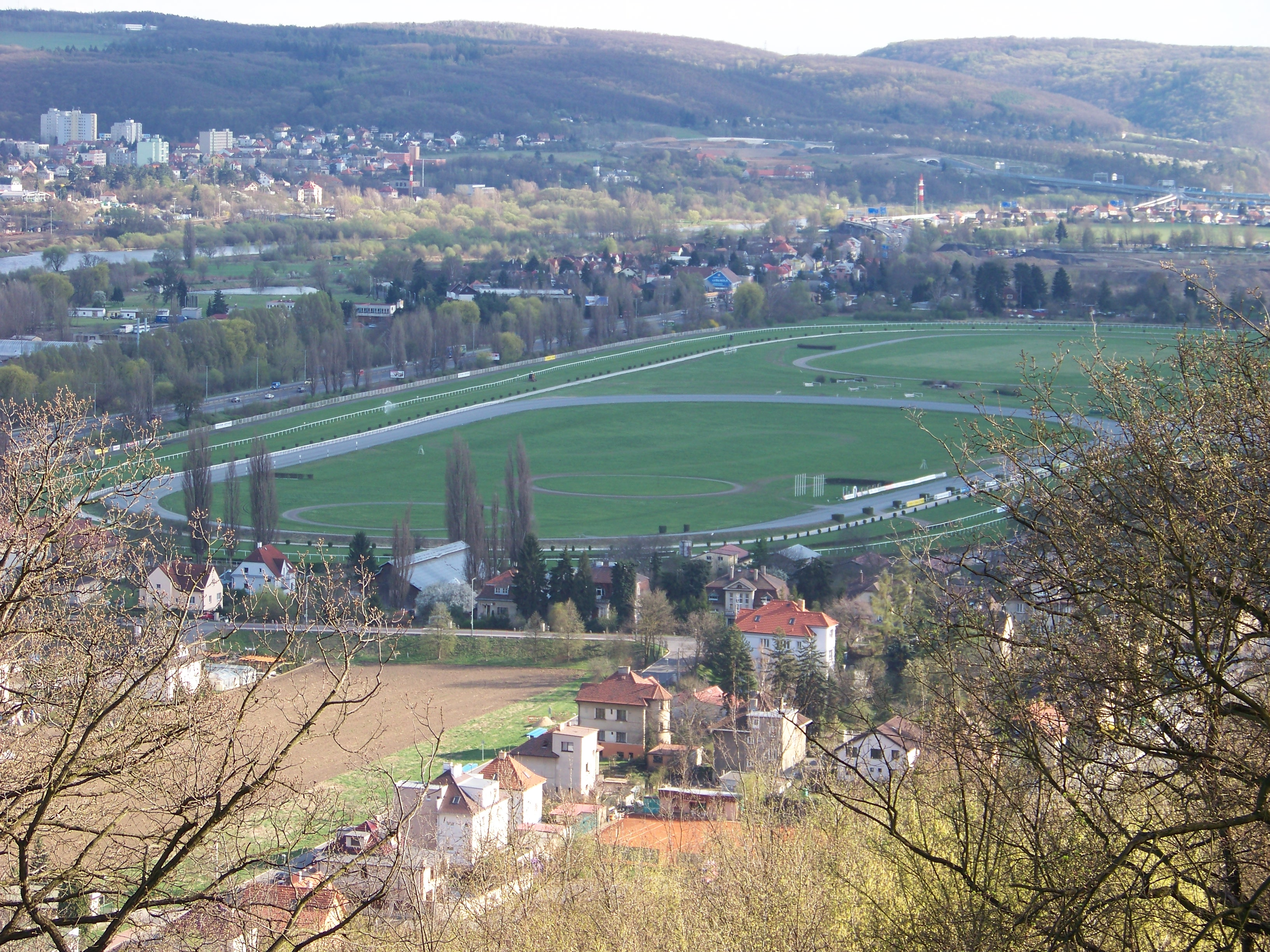
Plocha závodiště, pohled od kostela sv. Jana Nepomuckého v Chuchelském háji

Dostihové závodiště Velká Chuchle (Chuchle Arena Praha) je závodiště, kde se konají cvalové i klusácké dostihy. Leží na jižním okraji Prahy, v městské části Velká Chuchle, na levém břehu Vltavy. Dostihy se zde konají od dubna do půli listopadu.

## Historie
Závodiště bylo otevřeno 28. září 1906, když necelý měsíc před tím bylo pod vodou při povodni. Krásné počasí na sv. Václava vše vysušilo. Úplně prvním koněm, kterému se podařilo zvítězit, byla klisna Vision v sedle se svým majitelem, zvěrolékařem Františkem Bartoschem.
V roce 1911 (13. května) přistál se svým letounem Blériot XI na Chuchelském závodišti inženýr Jan Kašpar, při historicky prvním dálkovém letu Pardubice – Praha.
Ve slunečnou neděli 22. května 1921 se zde běželo první Československé derby. Významnou událostí bylo Čs. derby 1931, které oficiálně navštívil prezident republiky Tomáš Garrigue Masaryk. Přihlížel vítězství hřebce Oskara s jezdcem Jiřím Eschem z Chrudimské stáje. Za éry první republiky se chuchelské dostihy těšily velké přízni veřejnosti a jejich navštěvování bylo i společenskou událostí. Setkávaly se zde známé osobnosti, např. Vlasta Burian, Ferenc Futurista, Rudolf Deyl st., Adina Mandlová, aj. Prezident Masaryk tam zajížděl i soukromě.
Za Pražského povstání v květnu 1945 byly po výbuchu vlaku s municí zasaženy stáje dostihových koní a vzplanuly. Většinu koní se podařilo zachránit vypuštěním ven, ale tři nepřežili. Byli mezi nimi velmi populární kůň té doby Cyklon či klisna Luba, která již byla vyvedena ven, ale stádový pud ji vehnal zpět do hořící stáje. Dva dny před tímto požárem zahynul dostihový trenér Karel Šmejda (zaznamenal dvě vítězství v derby 1927 s koněm Dagobertem, 1944 s klisnou Divou, trénoval též jedinou vítězku Velké Pardubické 1937 Marii Immaculatu Brandisovou), jenž i přes zákaz vycházení hodlal opatřit své koně krmením a pitím, avšak jeho život předčasně ukončila kulka německého ostřelovače.
Od roku 1953 do roku 1990 byla pořadatelem dostihů ve Velké Chuchli organizace Státní závodiště. Po majetkoprávně nejisté éře 90. let 20. století se na konci roku 2001 stala pořadatelem dostihů TMM, s r. o.
V roce 1985 byly strženy staré dřevěné secesní tribuny a postavena nová železobetonová tribuna s kapacitou sedících 4000 diváků, otevřená na jaře 1991.
V srpnu 2002 postihla závodiště ničivá povodeň a celý areál se ocitl pod vodou. Dostihový provoz byl obnoven až na jaře 2003. V roce 2006 oslavilo závodiště ve Velké Chuchli sto let své existence.
V červnu 2013 postihla závodiště další ničivá povodeň. Opětovně bylo závodiště zcela zatopeno v neděli 2. června 2013 a po zvýšení odtoku z Orlíku o dva dny později došlo ke zvýšení hladiny téměř o 2 m. Vlaky stanicí Velká Chuchle pouze projížděly, veřejná doprava autobusy byla celý týden přerušena. Obec byla přístupná pouze přes Slivenec. České derby muselo být přeloženo na hipodrom do Mostu. Do Chuchle se vrátilo 22. června 2014 opětovným vítězstvím Holčákovy stáje Monte Negro, tentokrát s koněm Cheeky Chappie.
Nebezpečným místem pro noční parkování automobilů je ulice poblíž křižovatky Dostihové a U Skály, přímo proti úřadu městské části, kde často dochází k rozbíjení oken osobních automobilů a krádežím, dokonce i čísel a kapot. Před rokem 1989 se zde kradlo i za bílého dne, kdy cílem byly zejména tehdy nedostatkové "mlhovky".
V říjnu 2015 se stala, za účelem zřízení stezky pro cyklisty, Dostihová ulice od ulice U Skály až po Mezichuchelskou jednosměrnou pro všechna motorová vozidla a pro automobilisty, z nichž mnozí zákaz nerespektují, neprůjezdnou.
Historické události od doby vzniku závodiště v roce 1906 zachycuje velmi vkusně upravená stěna, zeď vstupu do areálu na otočce autobusu 172 (naproti vlakové stanici Velká Chuchle), včetně velkých portrétů profesora Tomáše Garrigua Masaryka, inženýra Jana Kašpara a symbolického pomníčku dostihového trenéra Karla Šmejdy (nar. 3.11.1880 ve Vídni, zastřeleného 7.5.1945 na závodišti ve Velké Chuchli).

## Nejvýznamnější cvalové dostihy
- České derby
- Velká jarní cena
- Jarní cena klisen
- St. Leger
- Velká cena Prahy
- Velká cena českého turfu
- Cena prezidenta republiky
- Svatováclavská cena
- Podzimní cena klisen
- Cena zimního favorita